# 교황 인노첸시오 3세
교황 인노첸시오 3세(라틴어: Innocentius PP. III, 이탈리아어: Papa Innocenzo III, 1160년경 ~ 1216년)는 제176대 교황(재위: 1198년 1월 8일 ~ 1216년 7월 16일)이다. 본명은 로타리오 데이 콘티 디 세니(이탈리아어: Lothario dei Conti di Segni)이다.
인노첸시오 3세는 ‘교황은 태양, 황제는 달’이라는 말까지 나올 정도로 교황권의 전성기를 이룩하여 중세의 교황들 가운데 가장 강력한 교황으로 손꼽힌다. 그는 유럽의 모든 군주들을 대상으로 우위를 차지하여 유럽의 기독교 국가들에 대해 큰 영향력을 행사하였다. 그는 교령들을 반포하여 제4차 라테라노 공의회를 소집해 가톨릭교회를 쇄신하는데 중추적인 역할을 하였다. 그 결과 서방 교회의 교회법이 크게 개선되었다. 비록 이러한 조치들이 항상 성공한 것은 아니었으나 인노첸시오 3세는 성무 금지와 견책 등을 적절히 이용하여 군주들이 자신의 뜻에 따르게 만들었다. 인노첸시오 3세는 알안달루스와 거룩한 땅의 무슬림들을 몰아내기 위한 십자군 원정과 프랑스 남부 카타리파를 진압하기 위한 알비 십자군 원정을 촉구하였다.
인노첸시오 3세가 내린 중대한 결정들 중의 하나는 제4차 십자군을 조직한 것이었다. 당초 이집트를 통해 예루살렘을 공략하려고 했던 십자군은 일련의 예기치 않은 상황으로 인해 1204년 콘스탄티노폴리스를 공격하였다(콘스탄티노폴리스 공방전). 처음에 인노첸시오 3세는 자신의 지시를 명백히 위반한 것이었기 때문에 십자군을 파문했지만, 나중에는 이를 동서 교회의 재일치를 위한 하느님의 뜻으로 보고 마지못해 받아들였다. 이 일로 인하여 가톨릭교회와 동방 정교회 간의 적대감이 커지게 되었다.

## 일대기

### 생애 초기
로타리오 데 콘티는 아나니 인근 가비냐노 출신이다. 그의 아버지는 교황 그레고리오 9세, 교황 알렉산데르 4세, 교황 인노첸시오 13세 등을 포함해 9명의 교황들을 배출한 명망 높은 콘디 디 세니 가문의 일족인 세니 백작 트라시문드이다. 로타리오는 교황 클레멘스 3세의 조카에 해당한다. 그의 어머니 클라리치아 스코티 역시 로마 귀족 가문 출신이다.
로타리오는 어린 시절에 로마에 있는 베네딕도회의 산 안드레아 알 첼리오 수도원에서 공부하였다. 파리로 건너가서 푸아티에의 피에르, 피사의 멜리오르, 코르베이의 피에르 등의 신학자들 밑에서 신학을 공부한 로타리오는 1187년에서 1189년 동안 볼로냐에 와서 법학을 공부하였다. 이러한 경험은 훗날 그가 교황이 되어서 공의회 문헌들과 교령들을 통해 교회법을 정비하는데 중요한 밑거름이 되었다.
1181년 8월 30일 교황 알렉산데르 3세가 선종하자 로타리오는 로마로 돌아와서 교황 루치오 3세, 교황 우르바노 3세, 교황 그레고리오 8세, 교황 클레멘스 3세 밑에서 여러 요직을 두루 거치다가 1190년에 부제급 추기경에 서임되었다.
추기경 시절에 로타리오는 《인간 상태의 비참함에 대하여》(De miseria humanae conditionis)라는 책을 저술하였다. 이 책은 수덕 신학에 관한 것으로 수세기 동안 베스트셀러로서 700권 이상 필사본이 만들어졌다. 그리고 당초 바르톨로메오 파키오가 쓴 《인간 본성의 존엄성》을 보완하기 위해 쓴 글은 아니었지만, 《De excellentia ac praestantia hominis》라는 책도 집필하였다. 그리고 《제대의 신비》(De Sacro Altaris Mysterio)라는 제목의 전례 해설서도 저술하였다.

### 교황 선출
1198년 1월 8일 첼레스티노 3세가 선종하였다. 그는 선종하기 전에 추기경단에게 조반니 디 산 파올로를 후임자로 선출하라고 권고했지만, 그가 선종한 바로 다음날 선거에서 불과 두 번의 투표 끝에 만장 일치로 로타리오가 선출되었다. 교황으로 선출되었을 당시 그의 나이는 불과 37세에 불과했다. 아마도 그는 (첼레스티노 3세와는 대조적으로) 교황의 권위가 황제의 권위보다 더 높다고 주장한 교황 인노첸시오 2세(1130-1143)의 뜻을 이어받는다는 의미에서 인노첸시오 3세라는 이름을 채택했던 것으로 보인다.

### 교황권 재확립

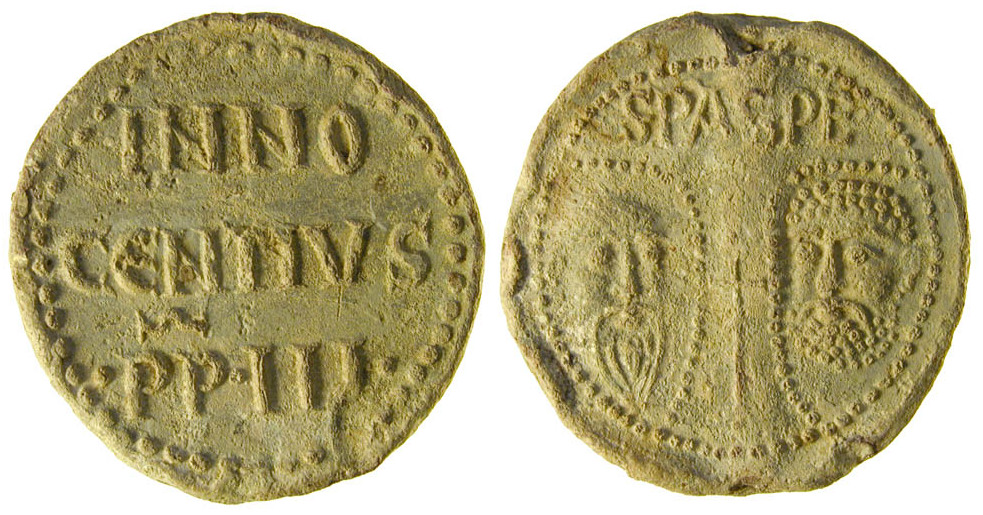
인노첸시오 3세의 날인

교황으로서 그는 자신의 책임감과 권위를 의식하고 통치를 시작했다. 인노첸시오 3세는 능력 있는 사람들을 대거 고위 성직자로 임명하여 교황청의 행정부를 재구성하였다. 이는 실제로 교황령 안에서 교황의 권위를 재정립하는 예비 단계였다. 이는 그의 단호한 행정 능력의 결과였다. 인노첸시오 3세는 많은 법령들을 반포하였으며, 6천 통의 서한을 보내고 교회법 학자들을 장려하였다. 한편 그의 눈에 1187년 무슬림들이 예루살렘을 다시 정복한 사건은 도덕적으로 타락한 기독교 군주들에 대한 하느님의 심판으로 보였다. 또한 그는 세속의 군주들의 간섭으로부터 교회의 자유를 보호하는데 있어 단호한 태도를 보였다. 즉 다른 무엇보다도 세속의 군주들은 주교 선정에 관여해서는 안 되며, 특히 베드로 세습령이라고 불리는 이탈리아 중부에 있는 교황의 영토인 교황령에 대해서는 일체 간섭해서는 안된다. 교황령은 일상적으로 신성 로마 제국의 황제이기도 했던 호엔슈타우펜 왕조의 독일 왕들로부터 위협을 받고 있었다. 신성 로마 제국 황제 하인리히 6세는 자신의 어린 아들 프리드리히가 시칠리아의 왕, 독일인들의 왕, 신성 로마 제국 황제의 지위를 물려받기를 기대했는데, 이는 독일과 이탈리아, 시칠리아를 한 사람의 통치 아래 둔다는 것을 의미했기 때문에 교황령에게 있어 위협적으로 비춰질 수 밖에 없었다.
하인리히 6세가 사망하고 4살짜리 어린 아들 프리드리히 2세가 왕으로 즉위했다. 하인리히 6세의 미망인 콘스탄체는 자기 아들이 성년이 될 때까지 시칠리아를 통치했다. 그녀는 인노첸시오 3세와 마찬가지로 시칠리아에서 독일의 영향력을 몰아내기를 간절히 바랐다. 1198년에 죽기 전에 그녀는 인노첸시오 3세를 어린 자기 아들의 후견인으로 지명하였다. 그 대신 인노첸시오 3세는 시칠리아에 대한 교황의 권리를 회복할 수 있었다. 그 권리는 과거 교황 하드리아노 4세가 시칠리아 왕 굴리엘모 1세에게 굴복하면서 잃어버렸던 것이었다. 1198년 11월 교황은 어린 프리드리히 2세를 시칠리아의 왕으로 추대하였다. 또한 나중에 그는 프리드리히 2세와 헝가리 왕 임레의 미망인의 혼담을 주선하기도 하였다.
1209년 아시시의 프란치스코가 추종자 11명을 대동하고 로마를 방문해 인노첸시오 3세로부터 새 수도회 요청을 허락받았고, 나중에는 정식 인가를 받았다. 수사들은 로마에 들어오자마자 아시시의 주교 귀도를 만났는데, 귀도는 그들을 자신의 벗인 사비나의 주교급 추기경 조반니 디 산 파올로에게 소개하였다. 인노첸시오 3세의 고해 신부였던 추기경은 프란치스코에게 금세 호의를 갖게 되었고, 그를 교황에게 소개하기로 하였다. 인노첸시오 3세는 마지못해 다음날 프란치스코와 그의 동료들을 만나는데 동의하였다. 며칠 후, 교황은 그들을 비공식적으로 교회에 받아들이는데 동의하였고, 이후 그들의 숫자는 크게 증가하여 공식 수도회로 인가를 받기에 이르렀다. 그리고 프란치스코와 그의 동행자들에 대한 삭발례가 거행되었다. 이는 매우 중요한 일인데, 수십 년 전에 발도파 교도들이 교회의 권위를 부정하고 가난의 이상을 폭력을 통해 실천하려 시도하려고 한 일이 있었기 때문에, 교황의 인준은 자칫 그들이 이단자로 몰릴 위험을 미연에 방지한 것이었기 때문이다. 처음에 인노첸시오 3세는 프란치스코를 의심쩍은 눈초리로 바라봤으나, 나중에 꿈에서 라테라노 대성전이 쓰러지지 않도록 떠받치는 프란치스코를 본 후로 프란치스코회를 지지하기로 결정했다. 전승에 따르면 1210년 4월 16일 교황이 그러한 내용의 꿈을 꾸었다고 하며, 이후 프란치스코회가 공식적으로 설립되었다. ‘작은 형제회’라고도 불리는 프란치스코회는 이후로도 어떠한 사유재산도 소유하지 않고 길거리에 나가 사람들에게 설교하였다. 포르치운쿨라에 본원을 둔 그들은 움브리아에서 설교한 것을 시작으로 이탈리아 전역으로 퍼져나갔다.

### 강력한 교황권 행사
인노첸시오 3세의 재임기간 동안 교황의 권력은 최고 수준으로까지 올라갔다. 그는 당시 유럽에서 가장 강력한 인물로 여겨졌으며, 왕들의 세속적 권위를 존중하되 교황인 자신의 영적 권위의 절대적 우위를 주장하였다. 그는 모든 세속 권력이 교황을 통하여 군주들에게 위임되므로 군주들은 마치 달이 태양의 빛을 받는 것처럼 교황에게 예속되어 있다고 보았다. 그래서 그는 여러 나라들의 정치 문제에 관여함으로써 교황직을 서유럽을 완전히 장악하는 권위의 상징으로 만들었다.

교황의 권위: 1198년 10월 30일 토스카나의 귀족 아케르부스에게 보낸 편지 《만물의 창조주처럼》(Sicut Universitatis Conditor)

만물의 창조주이신 하느님께서 하늘의 창공에 빛나는 두 개의 커다란 광채, 곧 낮을 지배하는 더 큰 광채와 밤을 지배하는 더 작은 광채를 두신 것과 같이, 그분께서는 하늘이라는 이름으로 불리는 보편 교회의 창공에 두 개의 커다란 영예직을 두셨으니, 더 큰 것은 낮과 같이 영혼을 지배하고, 더 작은 것은 밤과 같이 육신을 지배합니다. 이것들이 바로 교황의 권위와 왕의 권한입니다. 게다가 달은 그 빛을 태양으로부터 받고 실제로 크기와 질과 상태와 효과에서 태양보다 작은 것과 같이, 왕의 권한은 교황의 권위로부터 자신의 품위의 광채를 받습니다. 왕의 권한이 교황의 빛에 의존하면 할수록 더욱더 큰 빛으로 꾸며지고, 그 빛에서 멀어지면 멀어질수록 더욱더 광채를 잃게 됩니다.

하인리히 6세가 시칠리아 왕국을 정복한 후 얼마 지나지 않아 사망하자 후계자 논쟁이 벌어졌다. 하인리히의 아들 프리드리히는 아직 어린아이였기 때문에 호엔슈타우펜 왕조 지지자들은 1198년 3월 하인리히의 동생 슈바벤 공작 필립을 왕으로 선출하였다. 반면에 호엔슈타우펜 왕조 반대자들은 벨프 가문의 브라운슈바이크 공작 오토를 선출하였다. 프랑스 왕 필리프 2세는 필립을 지지했으며, 잉글랜드 왕 리처드 1세는 자신의 조카인 오토를 지지했다.
인노첸시오 3세는 시칠리아와 신성 로마 제국이 한 명의 군주 아래 계속 통합되는 것을 막기로 하였다. 1201년 그는 오토 4세를 공개적으로 지지하였는데, 그의 집안은 대대로 호엔슈타우펜 가문과 적대적인 관계였다. 오토는 보답으로 인노첸시오 3세의 어떤 요구도 기꺼이 수용하겠다는 입장을 밝혔다. 제국이 혼란스러운 통에 인노첸시오 3세는 하인리히 6세가 임명한 안코나와 스폴레토, 페루자 등의 영주들을 몰아낼 수 있었다. 1201년 7월 3일 교황 특사로 임명된 팔레스트리나의 귀도 추기경은 쾰른 대성당에서 사람들에게 오토 4세는 교황으로부터 로마왕으로 인정받았으며, 이를 수용하지 않고 거부하는 자는 파문될 것이라는 성명을 발표했다. 동시에 인노첸시오 3세는 토스카나 주 도시들에게 독일 황제의 이탈리아 지배에 맞서기 위한 토스카나 동맹에 참여하도록 권장하였다. 동맹에 참여한 도시들은 인노첸시오 3세의 보호 아래 들어갔다.
1202년 인노첸시오 3세는 체링겐 공작에게 교령 《존경스러움》(Venerabilem)을 보내 황제는 교황이 세우는 것이라고 설명하였다. 이 교령은 유명해져서 나중에 《교회법대전》(Corpus Juris Canonici)을 통해 구체화되었는데, 그 내용은 다음과 같이 요약된다.
- 독일의 제후들은 나중에 황제가 될 왕을 선출할 수가 있다. 이러한 제후들의 권리는 황제의 지위가 그리스에서 카롤루스를 기점으로 독일인들에게 옮겨진 이래 사도좌로부터 부여받은 것이다.
- 고로 선출된 왕이 황제의 지위에 오를 자격이 있는지 검토하고 결정할 권리는 교황의 몫이다. 교황은 자신의 의무에 따라 황제의 대관식을 집전하여 그에게 도유하고, 축복하며, 제관을 씌울 수 있듯이 그를 이단자나 이교도로 선언하고 파문할 수 있다.
- 만일 교황이 제후들이 선출한 왕이 황제의 지위에 걸맞지 않는 인물이라고 판단할 경우, 제후들은 새 왕을 선출해야 한다. 제후들이 이를 거부할 시 교황은 교회를 수호하는 또 다른 왕에게 황제의 지위를 부여할 수 있다.
- 이중 선거의 경우, 교황은 제후들에게 서로 합의할 것을 권고해야 한다. 만일 제후들이 서로 합의에 이르지 못할 경우, 그들은 교황에게 중재를 요청해야 한다. 교황은 자발적으로 자신의 권위를 행사하여 후보자들 중의 한 명을 지지해야 한다. 교황은 당리당략에 치우치지 않고 오로지 후보자의 자질만 보고 결정해야 한다.[2]

교황이 지지했음에도 불구하고 오토는 필립이 나중에 개인적 다툼으로 인해 살해될 때까지 그를 쫓아내지 못했다. 자신의 등극을 이제 모두가 수용하자 오토는 과거 자신이 교황에게 했던 약속을 어기고 이탈리아 내에 황제의 권력을 다시 행사하기 시작했을 뿐만 아니라 시칠리아 왕국에 대한 권리까지 주장하였다. 독일과 시칠리아를 통합되어 황제의 권력이 더욱 막강해지는 것을 막기 위해 인노첸시오 3세는 새로 시칠리아의 왕 프리드리히를 지지하여 그로 하여금 오토에 대항하고 호엔슈타우펜 왕조를 회복하게 하였다. 프리드리히는 호엔슈타우펜 왕조 지지자들에 의해 정당하게 선출되었다.
오토와 프리드리히 양측의 충돌은 1214년 7월 27일 부빈 전투에서 결정되었다. 오토는 과거 그의 적대자였던 필립과 맞섰던 잉글랜드 왕 존과 동맹을 맺었으나 프랑스군에 의해 패배하고 이후 모든 영향력을 상실했다. 그가 1218년 5월 19일 사망하자 프리드리히 2세가 모두에게 황제로 인정받았다. 한편 존 왕은 자신의 왕위를 유지하기 위해 교황에게 충성을 맹세하면서 자신의 왕국을 바치고 그것을 다시 봉토로 받아 다스리는 한편 스티븐 랭튼이 캔터베리 대주교가 되는 것을 받아들이는 수밖에 없었다.
인노첸시오 3세는 노르웨이, 프랑스, 스웨덴, 불가리아, 스페인, 잉글랜드에 대해서도 더욱 깊이 정치에 개입해 교황권을 적절히 행사하여 분쟁을 조정하였다. 잉글랜드의 존 왕의 요청에 따라 그는 마그나 카르타를 무효라고 선언했는데, 이는 결과적으로 이 조치를 받아들이지 않은 잉글랜드 귀족들의 봉기를 초래하였다.

### 십자군과 이단 평정

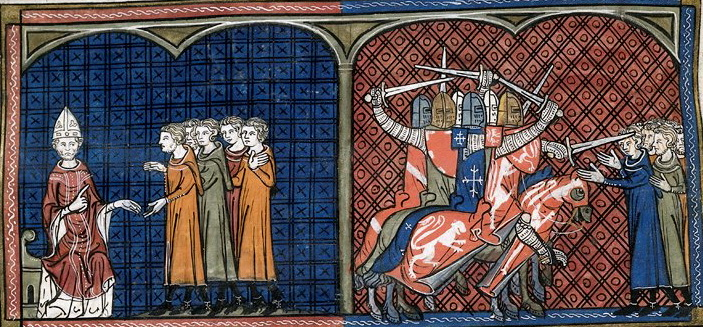
인노첸시오 3세는 알비 십자군을 통해 카타리파를 평정하였다.

인노첸시오 3세는 이단을 강력하게 반대하며 투쟁을 벌였다. 즉위 초반에 그는 프랑스 남서부에 널리 퍼진 분파인 알비파라고도 불리는 카타리파를 예의주시하였다. 툴루즈 백작 등 지역 영주들을 등에 업은 카타리파는 가톨릭교회의 권위와 가르침을 거부하고 그들이 타락했다고 보았다.
이에 교황은 교황 사절 피에르 드 카스넬뇨를 프랑스 현지에 파견해 반항적인 영주들을 회유하려고 했으나 1208년 피에르가 툴루즈 백작 레몽의 친구들로 의심되는 신원 미상의 무리에게 암살당하는 사건이 발생했다. 그러자 인노첸시오 3세는 이를 교회에 대한 도전이라고 보고 말로 해결하려고 했던 기존의 방법을 바꾸어 힘을 행사하기로 하였다. 그는 프랑스 왕 필리프 2세에게 카타리파를 진압할 것을 요청했다. 그리하여 제5대 레스터 백작 시몽 드 몽포르의 지휘 아래 십자군이 결성되었다. 알비 십자군은 카타리파와 가톨릭 신자를 막론하고 남녀노소 구분 없이 약 2만 명에 가까운 사람을 죽이고 해당 지역을 프랑스 왕의 지배 아래 두게 하였다. 이러한 조치는 단지 이단자들에 대항하기 위해서만이 아니라 툴루즈의 귀족들과 아라곤 연합왕국의 봉신들을 겨냥한 것이기도 했다. 영토 분쟁에 직접적으로 연루되었던 아라곤 왕 페드로 2세는 1213년 뮤레 전투에서 사망했다. 1229년 프로방스 지역을 프랑스 왕의 영토에 통합하도록 합의한 내용의 파리 조약이 체결되면서 분쟁은 끝이 났다.
인노첸시오 3세는 교황으로서 자신의 재위기간 대부분을 거룩한 땅을 되찾기 위한 십자군 원정을 준비하는데 보냈다. 그의 첫 번째 시도는 1198년 선언한 제4차 십자군(1202-1204)이다. 전임자들과 달리 인노첸시오 3세는 십자군 원정에 관심을 보이는 세속 지도자들이 참여하도록 하던 기존의 방식이 아니라 자신이 직접 십자군을 조직하고 싶었다.
십자군을 준비하기 위해 인노첸시오 3세가 내린 첫 번째 명령은 모든 가톨릭 국가에 원정을 홍보하는 선교사들을 파견한다는 것이었다. 그는 카푸아의 피에트로를 서로 대립 중이던 프랑스 왕과 잉글랜드 왕에게 보내면서 두 사람을 화해시키라는 특별지시를 내렸다. 그 결과 1199년 프랑스와 잉글랜드 두 나라는 5년간 휴전하기로 합의했다. 왕들 사이를 휴전시킨 의도는 그들이 십자군을 지휘하도록 하기 위함이 아니라 그들이 원조할 가능성을 높이기 위함이었다. 인노첸시오 3세는 유럽의 기사들과 귀족들에게 십자군을 이끌 것을 호소하였다. 프랑스에서는 이 요청이 성공하여 많은 영주들이 교황의 부름에 응답하였다. 그 중 샹파뉴의 테오발드와 몽페라 후작 보니파스가 십자군의 지휘관으로 최종 선정되었다. 잉글랜드나 독일에서는 교황의 요청이 큰 반향을 일으키지는 못했다. 이러한 이유로 제4차 십자군은 대부분 프랑스인으로 구성되었다.
제4차 십자군 원정은 비용이 많이 드는 시도였다. 인노첸시오 3세는 이제껏 교황들이 하지 않은 모금 운동에 나섰다. 그는 성직자들에게 그들 수입의 40%를 십자군 원정을 위해 모금하게 하였다. 이는 교황이 성직자들에게 직접적으로 세금을 부과한 최초의 사례였다. 잉글랜드에서는 공직자들의 부패와 성직자들의 무시로 돈을 징수하는데 많은 어려움이 있었다. 그는 존 왕과 필리프 2세 왕에게 사절들을 보내 십자군 원정을 위해 많은 돈을 모금하려고 애썼다. 두 왕들 모두 자신들의 수입 40%를 십자군 원정에 기부하겠다고 약속했다. 존은 또한 잉글랜드 전역에서 세금을 징수하겠다고 선언했다. 십자군 원정을 위한 모금 운동은 십자군 내에서도 일어났다. 인노첸시오 3세는 십자군이 되기로 서약했으나 사정상 이를 수행하지 못하게 된 사람들의 경우엔 십자군에 기부하면 해당 서약이 무효화된다고 선언했다. 그는 캔터베리 대주교 허버트 월터에게 이 기부금을 징수하는 역할을 맡겼다.
십자군을 조직했을 때, 당초 목적지는 당시 그리스도인들과 무슬림들이 휴전 상태였던 이집트였다. 프랑스인 십자군과 베네치아인들 사이에 협정이 맺어졌는데, 베네치아인들은 십자군에게 선박과 보급품을 공급하고, 십자군은 그 대가로 베네치아에 85,000마르크(20만 파운드)를 지불하기로 하였다. 인노첸시오 3세는 교황의 대리인이 십자군과 동행해야 한다는 것과 다른 그리스도인을 공격하지 않는다는 두 가지 조건을 내걸고 이 조약을 승인했다. 프랑스인들은 베네치아인들에게 보급받은 대가로 충분한 자금을 조달하지 못했다. 그래서 십자군은 빚을 갚기 위해 베네치아인들의 요구에 따라 그리스도교 도시인 자라(지금의 자다르)를 공격하기로 하였다. 이 결정은 인노첸시오 3세의 허락 없이 이루어졌으며, 그는 십자군 측에 자라를 공격하는 자들은 파문할 것이라고 경고하였다. 그러나 대다수 프랑스인들은 이를 무시하고 자라를 공격해 파문당했다. 그러나 십자군 원정을 계속해야 한다는 이유 때문에 곧 용서를 받았다. 십자군이 두 번째로 공략한 도시는 동로마 제국의 수도 콘스탄티노폴리스였다. 이 결정 역시 사전에 인노첸시오 3세와 아무런 상의 없이 독단적으로 이루어졌으며, 인노첸시오 3세는 콘스탄티노폴리스가 함락된 후에야 비로소 이 사실을 알게 되었다.
인노첸시오 3세는 같은 그리스도교 도시를 공격한 십자군을 이번에도 역시 파문했지만 더 이상 그들의 행동을 제지하거나 되돌릴 수 없었다. 나중에 그는 콘스탄티노폴리스 함락이 로마 가톨릭교회와 동방 정교회의 분열을 치유하고 재통합을 가져올 것이라고 보았다. 그는 동방 교회의 중심지라고 할 수 있는 콘스탄티노폴리스가 함락되었기 때문에 이제 동방 교회는 서방 교회에 복종할 것이라고 보았다. 이러한 그의 생각은 두 교회 간의 현저한 차이 때문에 결국 실패하였다. 십자군은 콘스탄티노폴리스에 라틴 제국을 세우고 이후 60년 동안 통치하였다.

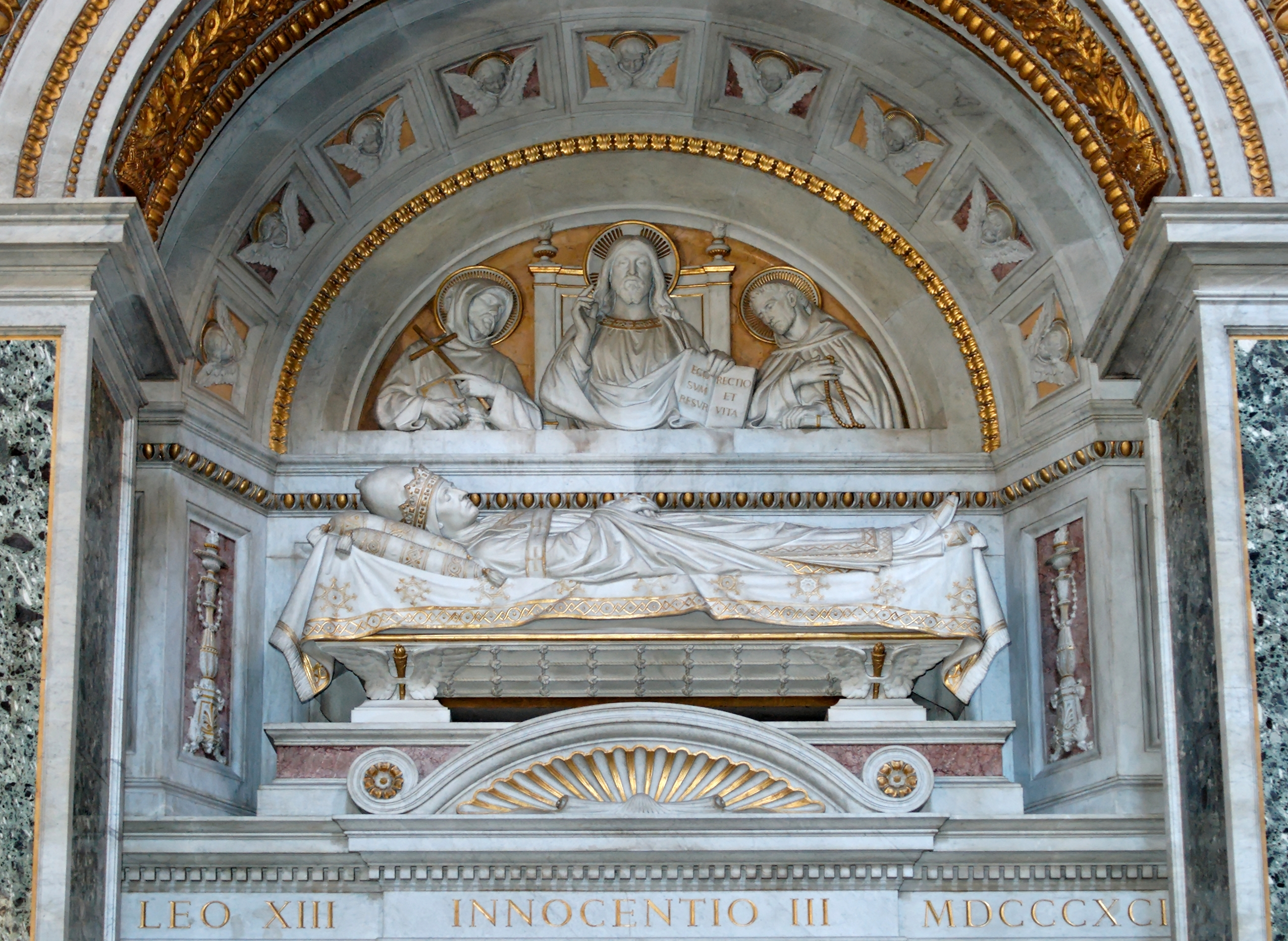
교황 인노첸시오 3세의 무덤

### 제4차 라테라노 공의회
인노첸시오 3세는 1213년 4월 19일 칙서를 통해 세계 공의회를 라테라노 대성전에서 소집한다고 발표했다. 세계 공의회는 1215년 11월 11일에 개막했다. 참석 주교는 대주교 70명 이상을 포함해 400명이 넘었다. 대수도원장과 수도원장도 800명에 이르렀고, 주교좌 성당 참사회 대표들도 처음으로 참석했다. 신성 로마 제국 황제를 비롯해 동로마 제국 황제, 프랑스와 잉글랜드, 아라곤과 포르투갈, 헝가리, 시칠리아 왕들도 모두 사절들을 보냈다.
회의는 개막일인 11일에 이어 20일과 30일 3차에 걸쳐 열렸다. 제4차 라테라노 공의회에서 승인한 70개 조항의 법령 가운데 가톨릭 신앙에 관한 제1조와 요아킴 수도원장의 삼위일체 교리에 대한 오류를 지적하고 있는 2조를 제외하면 나머지 68개 조항은 모두 교회 생활과 규율에 관한 내용들이다. 제도와 조직, 성직자 생활, 교회 재산 처리, 십일조, 교구와 수도회 관계, 평신도 생활 등 중세기 교회 생활과 관습과 관련된 전반적 사항을 망라하고 있다. 공의회에서 발표한 70개 조항의 법령은 그 실제 준수 여부와는 상관없이 16세기 중반 트리엔트 공의회(1545~63년) 이전까지 성문화된 교회법전 역할을 했다.

### 죽음
공의회는 교회의 영도하에 제5차 십자군 원정을 하기로 결의하였다. 공의회가 폐막한 후, 1216년 봄에 인노첸시오 3세는 그의 전임자 첼레스티노 3세 시절 파문당한 피사와 화해하고 제노바와 맹약을 맺기 위해 이탈리아 북부로 길을 떠났다.
그러나 1216년 7월 16일 페루자에 머물던 중에 열병으로 선종하였다. 처음에 그의 유해는 페루자 대성당에 안장되었다가 1891년 12월 교황 레오 13세 때 라테라노 대성전으로 이장되었다.

## 같이 보기
- 교황 목록